# Wilhelm Kröpcke
Wilhelm Kröpcke (* 1. Januar 1855 in Bleckede; † 21. September 1919 in Bad Kissingen) war ein Gastronom in Hannover. Nach seinem Kaffeehaus wurde der zentrale Innenstadtplatz in Hannover Kröpcke benannt.

## Leben
Kröpcke arbeitete seit 1878 als Oberkellner im Café Robby in Hannover und unterstützte die Pächterin Witwe Siercke. Im gleichen Jahr ließ der Bürgerverein von dem Architekten Conrad Oertel vor dem Café eine Wettersäule mit Uhr aufstellen, die heute sogenannte Kröpcke-Uhr. 1885 wurde Wilhelm Kröpcke selbst Pächter des Betriebes.
1893 erwarb die Stadt das Café und ließ es im folgenden Jahr von dem Architekten Emil Lorenz erweitern. Ab 1895 änderte Wilhelm Kröpcke den Namen des Kaffeehauses in Café Kröpcke. Es war ein vor allem bei Künstlern beliebter Treffpunkt.
Am 16. Oktober 1909 wurde Kröpcke in die Freimaurerloge Gustav Adolf zur Gerechtigkeit in Magdeburg aufgenommen.

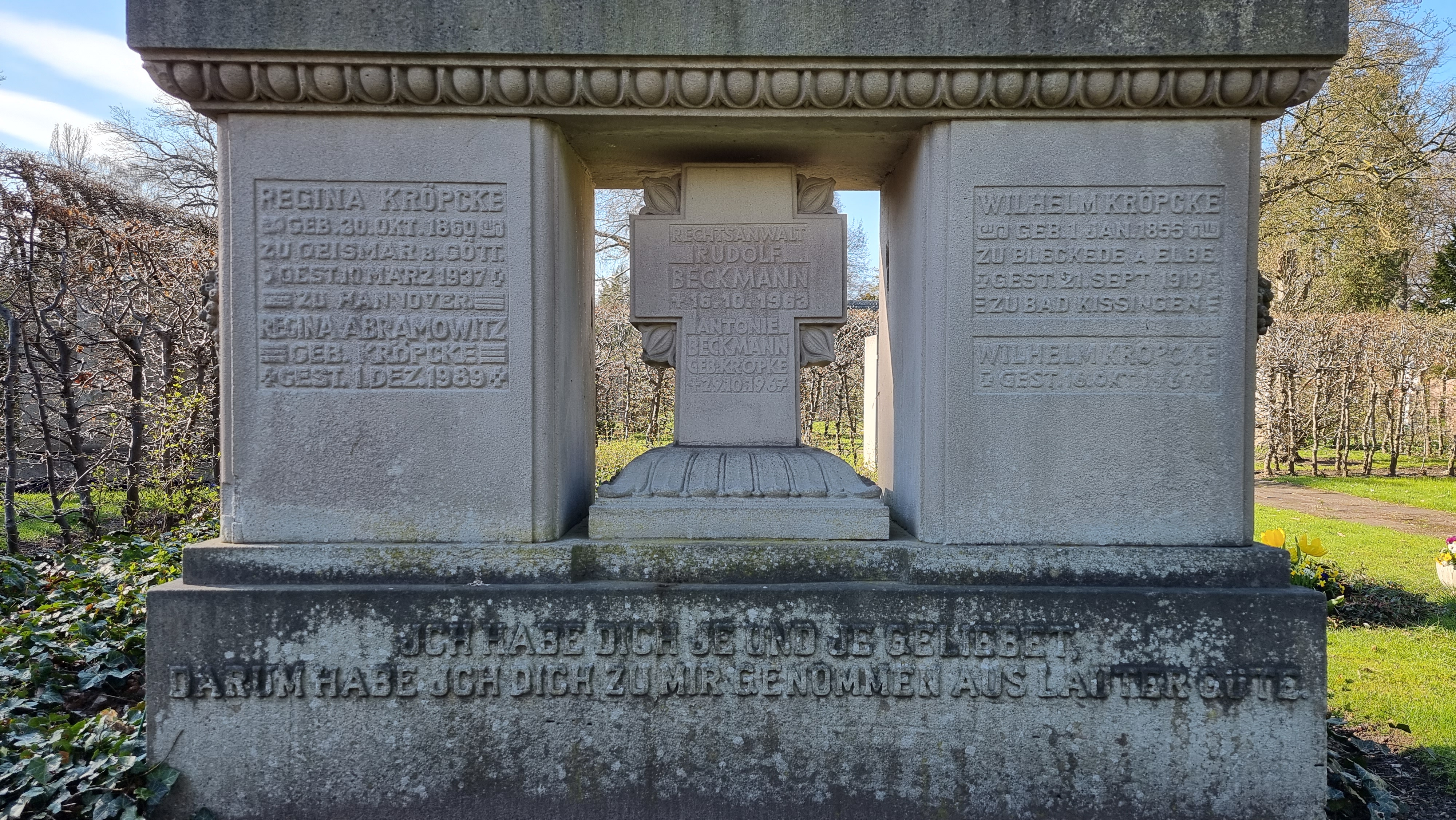
Familiengrabmal auf dem Stadtfriedhof Engesohde

Als der Pachtvertrag für das Kaffeehaus 1909 auslief, wollte die Stadt das Gebäude abreißen lassen, um durch den Architekten Alfred Sasse einen größeren Neubau erstellen lassen. Der Magistrat wollte den lukrativen Betrieb in eigener Regie übernehmen. Dies wurde von den Bürgervorsteher-Collegien abgelehnt. Kröpcke konnte das Café erneut pachten, jedoch zu einem bedeutend höherem Pachtpreis. Wilhelm Kröpcke betrieb das Café bis zu seinem Tod im Jahr 1919. Sein Nachfolger wurde der aus Karlsruhe stammende Emil Pfefferle (1880–1936), der auch das Café Continental besaß.